# واين كولمان
واين كولمان (بالإنجليزية: Wayne Colman) هو لاعب كرة قدم أمريكية أمريكي، ولد في 13 أبريل 1946 في فينتنور في الولايات المتحدة.

## وصلات خارجية
- واين كولمان على موقع مرجع كرة القدم المحترفة.كوم (الإنجليزية)